# Journal of Financial Intermediation
Das Journal of Financial Intermediation ist eine wirtschaftswissenschaftliche Fachzeitschrift, deren Schwerpunkt Finanzintermediation ist. Das Journal of Financial Intermediation wird durch den niederländischen Verlag Elsevier mit einer Frequenz von vier Ausgaben pro Jahr herausgegeben.

## Geschichte
Das Journal of Financial Intermediation wurde erstmals im März 1990 mit Stuart I. Greenbaum als Chefredakteur und Franklin Allen, B. Douglas Bernheim, Christopher M. James und Anjan V. Thakor als Redakteure durch Academic Press veröffentlicht. Die Zeitschrift wurde mit dem Selbstverständnis gegründet, als Publikationsorgan für Forschungsbeiträge zu dienen, die das Verständnis der Herkunft, Entwicklung, Verwaltung und Kontrolle finanzwirtschaftlicher Institutionen, Verträge und Märkte erweitern und sehr hohen methodologischen Standards gerecht werden. Insbesondere in letztem Punkt beabsichtigte die Zeitschrift sich von deskriptiven und weniger gründlichen Forschungstypen zu distanzieren. Seit seiner Gründung erscheint das Journal of Financial Intermediation mit einer Frequenz von vier Ausgaben pro Jahr.

## Inhalte
Das Journal of Financial Intermediation beabsichtigt, Forschung zu den breiten Gebieten der Finanzintermediation, Finanzmarktstruktur, Corporate Finance, Risikomanagement und Unternehmensbewertung zu veröffentlichen.

## Redaktion
Die Redaktion des Journal of Financial Intermediation besteht aus den Chefredakteuren Charles Calomiris (Columbia University) und Murillo Campello (Cornell University) sowie 47 Associate Editors.

## Rezeption
Im wirtschaftswissenschaftlichen Publikationsranking des Tinbergen-Instituts an der Universität Amsterdam wird das Journal of Financial Intermediation in der Kategorie A („sehr gute allgemeine wirtschaftswissenschaftliche Fachzeitschriften und Spitzenzeitschriften im jeweiligen Fachgebiet“) geführt.
Der Impact Factor der Zeitschrift beträgt gemäß Journal Citation Reports 2,208 (Stand 2012) eine deutliche Änderung gegenüber 2011 (1,808). In der Statistik des Social Sciences Citation Index wurde das Journal of Financial Intermediation an 8. Stelle von 89 Zeitschriften in der Kategorie „Business & Finanzen“ geführt.